# Bruine kikker
De bruine kikker (Rana temporaria) is een kikker uit de familie van de echte kikkers (Ranidae). De bruine kikker is een van de bekendste soorten kikkers en komt in grote delen van Europa voor. Het is tevens een van de algemeenste kikkersoorten, ook in Nederland en België. Andere benamingen in het Nederlandse taalgebied zijn brune puut (Zeeuws) en broene kwekker (Limburgs).

## Verspreiding
De bruine kikker is een van de wijdst verspreide soorten in Europa. De kikker ontbreekt alleen in Portugal en komt slechts in een klein deel van het land voor in Spanje, Italië en Griekenland. De soort komt voor in grote delen van de landen Belarus, België, Bulgarije, China, Denemarken, Duitsland, Estland, Hongarije, Finland, Frankrijk, Ierland, Letland, Litouwen, Luxemburg, Nederland, Noorwegen, Oekraïne, Oostenrijk, Polen, Roemenië, Rusland, Slowakije, Slovenië, Tsjechië, Verenigd Koninkrijk, Zweden en Zwitserland, de soort is daarnaast uitgezet in Japan. In Scandinavië komt de kikker voor tot boven de poolcirkel. Hierdoor is hij in Europa de meest noordelijk voorkomende amfibie.

## Habitat
De bruine kikker komt in zeer vele biotopen voor, zoals bossen, heidevelden, graslanden, ruderale terreintjes, en duinen. Enige voorwaarde is de aanwezigheid van begroeiing en een strooisellaag of andere vochtige plekjes waar hij overdag kan schuilen. In heel open gebieden als agrarische landschappen of zeer droge gebieden komt de soort niet voor.
De bruine kikker is slechts tijdens de voortplanting en de overwintering aan water gebonden en leeft buiten de wintermaanden en het vroege voorjaar op het land. In vergelijking met de Zuid-Europese verwanten heeft de bruine kikker een voorkeur voor wat koelere, vochtige gebieden, in bergbeken is het een van de algemeenste soorten. De kikker komt voor in laaglanden op zeeniveau tot berggebieden, in de Pyreneeën komt de soort voor tot bijna 2700 meter boven zeeniveau. In zure, voedselarme milieus (heidevennen, veengebieden) vinden we vaker de heikikker.
In Nederland en België worden verschillende biotopen gebruikt als voortplantingswater; van sloten en kleine poelen tot rietgordels van grotere visrijke wateren. Ook minder natuurlijke wateren als stads- en tuinvijvers worden veelal voor dit doel gebruikt. Het landbiotoop bestaat vaak uit naastgelegen houtwallen, bossen en andere begroeide delen met een strooisellaag die als schuilplaats wordt gebruikt.

## Uiterlijke kenmerken

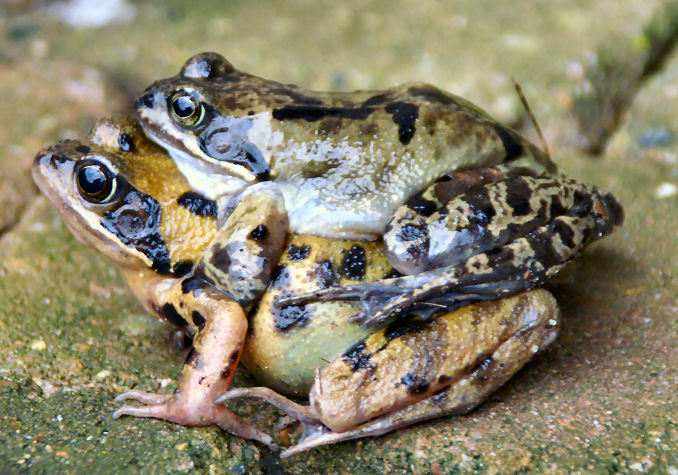
Tijdens de amplexus is duidelijk te zien dat de mannetjes kleiner blijven dan de vrouwtjes.

De bruine kikker is een relatief grote, gedrongen kikker met een grote, platte kop en een relatief stompe snuit. De kikker wordt gemiddeld 7 tot 9 centimeter lang. Mannetjes kunnen tot maximaal 10 cm lang worden. De vrouwtjes worden gemiddeld groter en bereiken maximaal 11 centimeter. 
De kleur van de bruine kikker is altijd bruin, vrouwtjes neigen vaak meer naar rood, maar de variatie is enorm en ieder exemplaar heeft een iets afwijkende tekening. Kenmerkend is de grote donkerbruine driehoekige vlek van de neusgaten over het oog naar de bovenzijde van de voorpoot, in de vlek is het trommelvlies gelegen dat ongeveer dezelfde kleur heeft en moeilijk te zien is. Het trommelvlies of tympanum is ongeveer 3/4 van de diameter van het oog, een verschil met sommige andere soorten. Op de bovenlip is vaak, maar niet altijd, een lichtere streep aanwezig. Op de bovenzijde van de rug zijn twee huidplooien of dorsolaterale lijsten aanwezig die goed zichtbaar zijn door de lichtere kleur, met op het midden van de rug een lichtere maar niet altijd duidelijk zichtbare streep. De achterpoten zijn altijd donker gebandeerd al kan de intensiteit variëren van duidelijk gebandeerd tot nauwelijks waarneembaar. De buik is wit tot geelwit en vertoont soms een lichte grijze marmertekening bij de mannetjes tot een gele of rode marmertekening bij de vrouwtjes. De keel is vaak wit of soms grijs met vaak een lichtere middenstreep.
De kleur van de kikker verandert tijdens de voortplantingstijd, de vrouwtjes krijgen gele en rode kleuren aan de flanken. Mannetjes worden wat grijzig, soms met blauwe vlekjes op de flanken, maar ze worden niet blauw zoals de heikikker.
De kleur van de rug en bovenzijde van de kop is zeer variabel: van uniform bruin en ongetekend tot juist duidelijk gevlekt. Bij populaties in berggebieden komen grillige zeer donkerbruine tot zwarte vlekken voor. De meeste exemplaren hebben een onregelmatige tekening van donkere grillige vlekken op een lichtbruine achtergrond. Geel- en oranjebruine en zelfs roodachtige exemplaren komen ook voor. De ogen puilen duidelijk uit en zijn aan de zijkanten van de kop gepositioneerd.
De achterpoten zijn zeer lang, de vijf tenen dragende achterpoten hebben zwemvliezen, de vier vingers dragende voorpoten niet. De eerste teen is langer dan de tweede, een onderscheid met andere soorten, de metatarsusknobbel van de mannetjes is relatief klein en zacht. De soort kent binnen zijn lokale verspreiding dikwijls een grote variatie in morfologie en huidskleur. Deskundigen vermoeden dat deze soort meer ondersoorten kent dan tot nog toe bekend is.

### Onderscheid van andere soorten
| Andere soorten |
| --- |
| - Heikikker: korte spitse snuit, vaak lichte rugstreep, kleiner formaat - Springkikker: uniforme lichtbruine kleur - Groene kikkers als de meerkikker: groene kleur, ontbreken van de zwarte wang - Padden als de gewone pad: gedrongen bouw |

De heikikker (Rana arvalis) is iets kleiner en heeft een kortere maar spitsere snuit. De bruine kikker heeft een trommelvlies dat bijna zo groot als het oog, bij de heikikker is het de grootte van het trommelvlies ongeveer twee derde van de oogdiameter. Mannetjes blijven kleiner dan vrouwtjes en zijn in de voortplantingstijd te herkennen aan de verdikte voorpoten en de witte keel en vaak een grijzige waas over hun normale kleur. De heikikkermannen krijgen in de voortplantingsperiode een hemelsblauwe waas. Deze periode duurt bij beide soorten over het algemeen slechts een week. Heikikkers produceren dan ook een klokkend geluid, de bruine kikkers maken een laag knorrend geluid.
De heikikker heeft vaak een lichte rugstreep en is verder evenals de Italiaanse springkikker (R. latastei) van de bruine kikker te onderscheiden doordat een bruine kikker een stompere en grotere kop heeft, waardoor de ogen kleiner lijken. De springkikker (Rana dalmatina) lijkt eveneens op de bruine kikker en komt vrij dicht bij de Benelux voor in Duitsland. Recent is de soort in Drenthe aangetroffen, maar hij is daar hoogstwaarschijnlijk geïntroduceerd. De springkikker heeft veel langere poten en is erg effen gekleurd. De kleur doet denken aan die van kipfilet.
De groene kikkers uit het geslacht Pelophylax hebben vrijwel altijd een groene kleur, waardoor ze makkelijk te onderscheiden zijn. Voorbeelden zijn de poelkikker of kleine groene kikker (Pelophylax lessonae), de middelste groene kikker of bastaardkikker (Pelophylax kl. esculentus) en de meerkikker of grote groene kikker (Pelophylax ridibundus). De bruine kikker heeft ook een kenmerkende zwarte vlek achter en op het trommelvlies. Ook de ogen van de bruine kikker zijn wat verder uit elkaar geplaatst dan die van de groene kikkers.
Van de padden zoals de gewone pad, de rugstreeppad en de groene pad is de soort makkelijk te onderscheiden door de gladde huid en de kikkerachtige bouw, zoals de lange achterpoten en platte kop.

### Larven

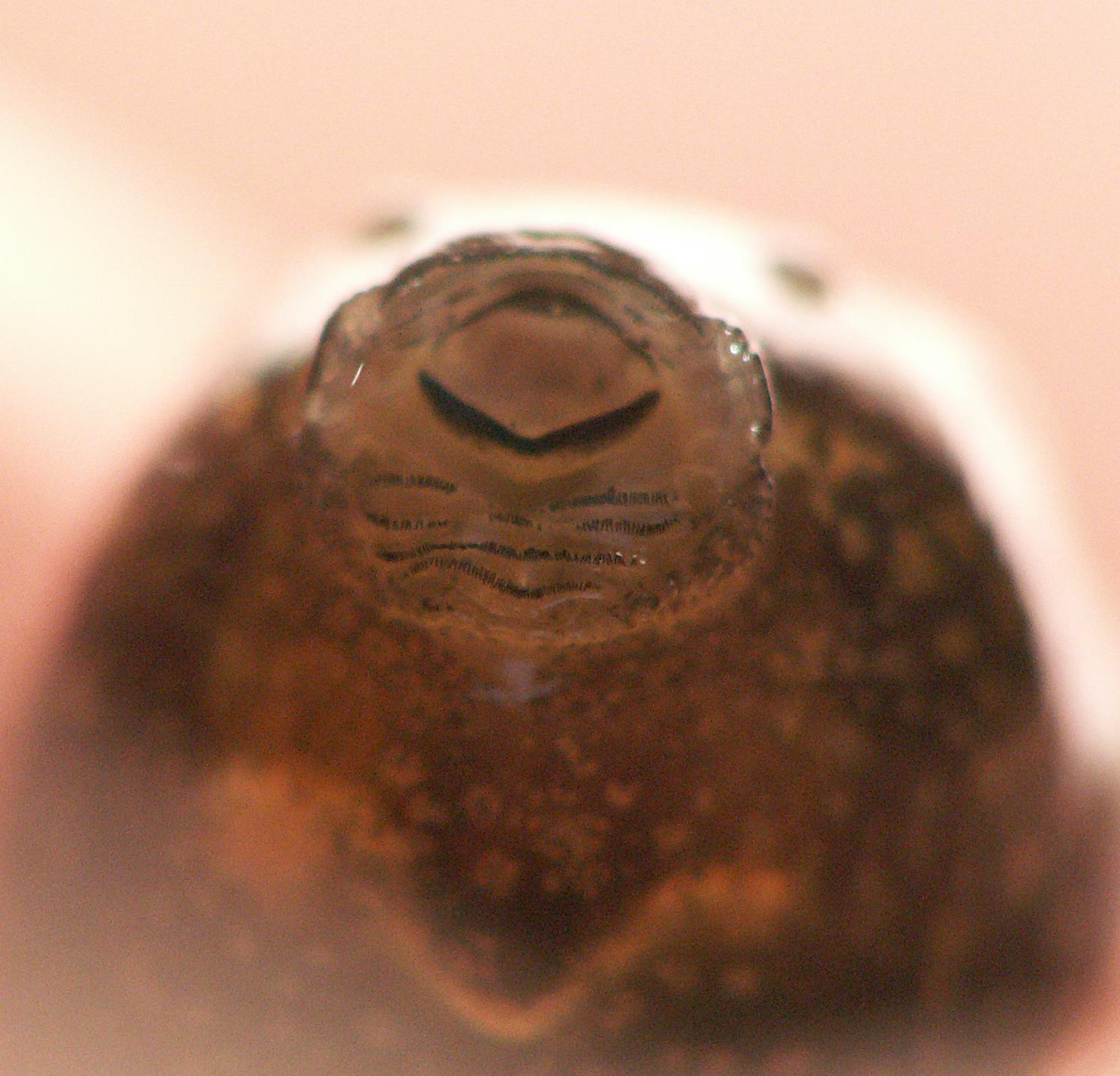
Mondveld van de larve

De larven zijn lichtbruin gekleurd, ze hebben lichtere stipjes en een relatief lange staart. De mondvelden van de larven zijn geschikt als determinatiekenmerk, met een sterke loep is het mogelijk de mondvelden te inspecteren en zo de structuur van de liptandjes te bepalen. Op de onderlip zijn vier rijen aanwezig, de larven van de meerkikker en de Iberische meerkikker hebben hier drie rijen. Van de vier rijen tandjes zijn er drie onderbroken. Heikikkerlarven hebben twee rijen op de bovenlip, waarvan de onderste is onderbroken, en drie op de onderlip. De springkikker heeft net als de bruine kikker vier rijen onderlipstandjes maar slechts drie rijen bovenlipstandjes.

## Voortplanting
| Voortplanting |
| --- |
| - Mannetjes wachten op vrouwtjes in het water. - Paargreep of amplexus - Kikkerdril tussen de waterplanten - Larve van enkele weken oud |

De bruine kikker is in Nederland en België de eerste kikker die de eiklompen afzet en trekt al vanaf half februari naar het voortplantingswater. Tussen maart en april is de voortplantingsperiode alweer voorbij en begeven de dieren zich naar het zomerverblijf. In andere delen van Europa vindt de voortplanting later plaats, in de Alpen pas in juni. Ook andere kikkers in Nederland en België zetten de eieren pas vanaf april af, zoals de Europese boomkikker, de rugstreeppad en de geelbuikvuurpad. Doordat de larven van de bruine kikker van de eieren van andere soorten kunnen leven, hebben deze soorten een kleinere overlevingskans. De afzet van bruine kikker gaat opvallend snel, na 1 tot 3 dagen zijn alle eieren afgezet. Vermoedelijk zijn de weersomstandigheden en de algenbloei in het water cruciaal bij het starten van het afzetten van de eieren.
Als de paartijd in aantocht is verzamelen de kikkers zich bij de voortplantingswateren. Net als andere kikkers is de bruine kikker zeer honkvast en zoekt ieder jaar hetzelfde water op. De mannetjes blijven in groepen en kijken richting de zon, zodat hun witte kelen goed te zien zijn. Ook beginnen ze zacht te kwaken, wat de vrouwelijke kikkers aantrekt. De mannetjes hebben geen uitwendige kwaakblaas, maar wel inwendige kwaakblazen, waardoor het geluid dat ze produceren niet ver draagt. Ze produceren een zacht knorrend gekwaak wat doet denken aan het spinnen van een kat. Het kan verward worden met de roep van het kleinst waterhoen en de houtsnip. De vrouwtjes zitten in de begroeide delen aan de oever. Als deze naar de mannetjes toe gaan worden ze omklemd door een van de mannetjes, de twee kikkers blijven vrij lang in deze positie, die de amplexus wordt genoemd. Tijdens de paartijd hebben de mannetjes daartoe paarborstels, eeltachtige knobbels op hun duimen, waarmee ze de vrouwtjes steviger kunnen vasthouden. Pas als het vrouwtje de eieren afzet, wat het mannetje merkt door haar gekromde rug, bevrucht hij de eieren met zijn sperma en laat haar korte tijd later los.

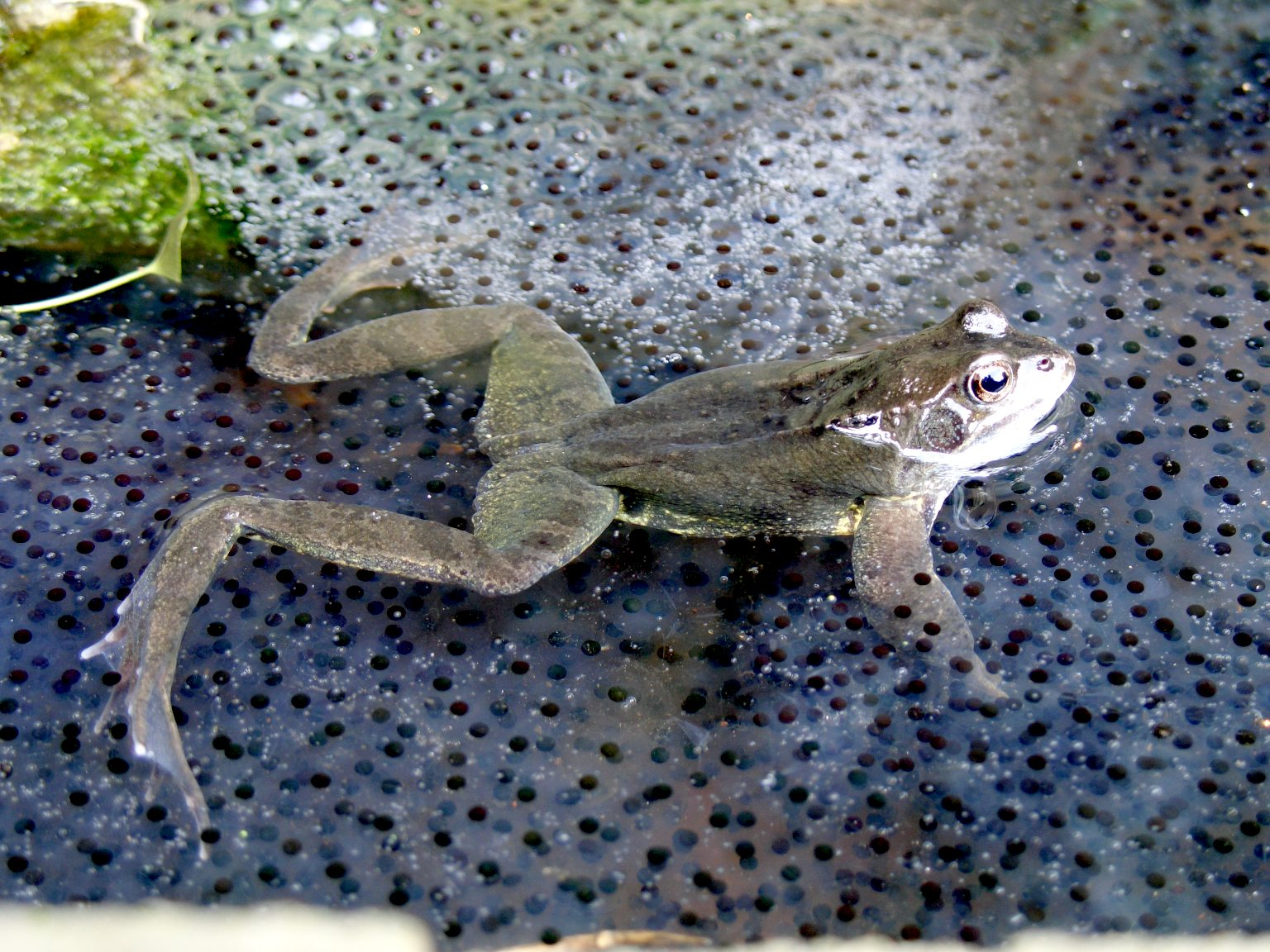
De eierklompen worden massaal afgezet.

’s Nachts worden de meeste eiklompen afgezet in ondiep water, op een diepte van 5 tot 30 cm en meestal tussen de waterplanten. Meestal zet een vrouwtje één klomp af, zelden twee, die bestaat uit 700 tot 4500 eieren. Vaak worden in het voortplantingswater vele eierklompen door verschillende vrouwtjes bij elkaar afgezet, hierdoor worden temperatuurschommelingen geabsorbeerd en is de kans op predatie kleiner. Een nadeel is een hogere sterfte onder de jongere larven ten opzichte van de oudere larven, door predatie en door zuurstoftekort of hypoxie.
De eieren hebben een doorsnede van 1,7 tot 2,8 millimeter exclusief het beschermende gelei-achtige omhulsel van 8 tot 10 mm. Na ongeveer 1 à 2 weken komen de eieren uit, bij koude weersomstandigheden kan het tot een maand duren. De kikkervisjes worden ongeveer 4,5 centimeter lang. In uitzonderlijke gevallen overwinteren de larven, waardoor ontwikkeling aanzienlijk langer duurt. Deze larven worden de reusvorm genoemd, ze kunnen 7 cm lang worden. De kikkervisjes leven voornamelijk van plantaardig materiaal als algen. Ze schrapen dat van een substraat met de achter elkaar geplaatste raspjes op het mondveld, dat als zuignap fungeert.
De kikkervisjes krijgen steeds meer kenmerken van een adult, de achterpootjes worden groter en na verloop van tijd komen de voorpootjes tevoorschijn. Vervolgens verandert de lichaamsvorm en verdwijnt de staart. De bek en het spijsverteringskanaal ondergaan ook een zeer ingrijpende metamorfose, door overschakeling naar een carnivore levenswijze. Deze laatste gedaanteverwisseling vindt desondanks binnen enkele dagen plaats.
Dan klimmen de gemetamorfoseerde bruine kikkertjes uit het water, ze zijn ongeveer 1 tot 1,6 cm lang. Het verlaten van het water vindt vaak 's nachts of bij regen overdag plaats, er zijn vele kikkertjes die over land uitzwermen, dit wordt de kikkerregen genoemd. De kleine kikkertjes lijken in groepen voor te komen, maar ze zoeken snel een eigen plek en leven solitair. Na de metamorfose duurt het nog 2 tot meestal 3 jaar voor de dieren geslachtsrijp zijn waarbij ze elkaar weer opzoeken voor de voortplanting. Ze groeien echter snel; al in de eerste herfst na de metamorfose zijn ze al 3 tot 3,5 centimeter, het volgende jaar al 5 cm. De bruine kikker bereikt in de natuur een leeftijd van ongeveer 6 tot 8 jaar maar er zijn exemplaren beschreven van meer dan 10 jaar oud.

## Levenswijze
De bruine kikker is een typische bodembewoner. Desondanks kan hij wel degelijk klimmen, bv. in een conifeerhaag. Dankzij de krachtige en lange achterpoten is het een uitstekende springer en zwemmer. Het zwemvermogen wordt verder vergroot door de zwemvliezen tussen de tenen, die voor een efficiëntere voortstuwing zorgen. Meestal wordt de kikker op enige afstand van het water aangetroffen, zo'n 800 tot 1000 meter. Alleen tijdens de voortplantingstijd of op warme dagen wordt het water opgezocht.
De overwintering vindt vaak op de bodem van een poel plaats, maar kan zich ook op het land voltrekken. De kikkers verzamelen zich rond de overwinteringsplaats waarbij soms de mannetjes kwaken. Soms worden actieve kikkers waargenomen onder het ijs.
De bruine kikker is nachtactief, de trek naar het voortplantingswater vindt tijdens de schemering of 's nachts plaats. Alleen in de voortplantingstijd zijn de kikkers zowel overdag als 's nachts actief. De larven en pas gemetamorfoseerde dieren zijn dagactief en schuilen 's nachts.
's Nachts gaat de bruine kikker op jacht en springt hij door de bossen over de bodem, op zoek naar voedsel. De bruine kikker kan zoals de meeste kikkers statische beelden niet scherp zien en hapt naar alles wat beweegt en in de bek past. De kikker grijpt de prooi met de snelle schiettong en duwt ze met behulp van de ogen omlaag. Op het menu staan voornamelijk ongewervelden als insecten (kevers, sprinkhanen), wormen, duizendpoten en (naakt-)slakken. Af en toe worden kleine gewervelde dieren gegeten zoals muizen en kleinere kikkers.
Volwassen kikkers hoeven maar twee tot drie keer per week te eten, in tegenstelling tot de jongen. Deze moeten veel voedsel eten om probleemloos verder te kunnen groeien.
De bruine kikker heeft vele vijanden, in Europa zijn zo'n 20 soorten vogels die de kikker eten, zoals de witte en zwarte ooievaar, de bosuil en de buizerd. Vijandelijke zoogdieren zijn de bunzing, de das en de vos. Ook scharrelaars als de bruine rat en het wild zwijn eten de kikker als ze de kans krijgen. Grote roofvissen als de forel jagen onder water op bruine kikkers, op de oever en op het land is de ringslang een belangrijke vijand.
Met name de ringslang is voor zijn voedsel deels afhankelijk van de bruine kikker, andere kikkers worden ook gegeten maar zijn vaak niet zo algemeen. Ook het voorkomen van een aantal marterachtigen kan afhankelijk zijn van de populatiegrootte van de bruine kikker. De pas uitgekomen larven worden vaak gegeten door kleine watersalamanders.

## Status en bedreigingen
De bruine kikker is in Nederland en België een beschermde soort die op de lijst van amfibieën staat, net als alle andere inheemse amfibieën. Door de IUCN wordt de soort als niet bedreigd beschouwd (Least Concern) en de kikker staat ook niet op de CITES-lijst.
De bruine kikker komt in het grootste deel van zijn verspreidingsgebied algemeen voor, alleen in het zuidelijkste deel is de soort zeldzamer. Geïsoleerde populaties worden als kwetsbaar beschouwd. Er is een hoge tolerantie voor cultivering van het landschap door de mens, alleen bij grootschalige aanpassingen of veranderingen die een grote invloed hebben op de kikker gaan de populaties achteruit. Voorbeelden zijn de drooglegging van moerassen, overbegrazing door vee of grootschalige bouwprojecten. Andere bedreigingen zijn vervuiling, met name van het oppervlaktewater. De bruine kikker wordt samen met de meerkikker (Pelophylax ridibundus) het meest gebruikt als studieobject in het onderwijs en de geneeskunde. Hiervoor worden de dieren niet gekweekt maar verzameld in de natuur en gedood, wat als vanzelfsprekend een negatieve invloed op de populatiegrootte heeft.
Sommige menselijke aanpassingen echter leiden juist tot een toename van het aantal en de verspreiding van de bruine kikker, zoals de aanleg en het onderhoud van poelen en vennen in bossen.

## Taxonomie
De bruine kikker werd in 1758 vermeld door Carl Linnaeus in de tiende editie van Systema naturae. De soort is ook beschreven onder andere namen, zoals Rana hyla (Linnaeus 1758), Rana muta (Laurenti 1768) en Rana alpina (Laurenti 1768). De ondersoort R. r. pyrenaica werd in 1993 door Serra-Cobo als aparte soort beschreven; de Pyreneeën-beekkikker (Rana pyrenaica). Er zijn tegenwoordig vier ondersoorten, inclusief R. t. temporaria, die onderstaand met verspreidingsgebied zijn weergegeven.
- Rana temporaria canigonensis:Frankrijk, het oostelijke deel van de Pyreneeën.
- Rana temporaria honnorati: Zuidoostelijk Frankrijk in de Alpen.
- Rana temporaria parvipalmata: Spanje in het noordwesten.
- Rana temporaria temporaria: Het overige deel van het verspreidingsgebied.

## Afbeeldingen

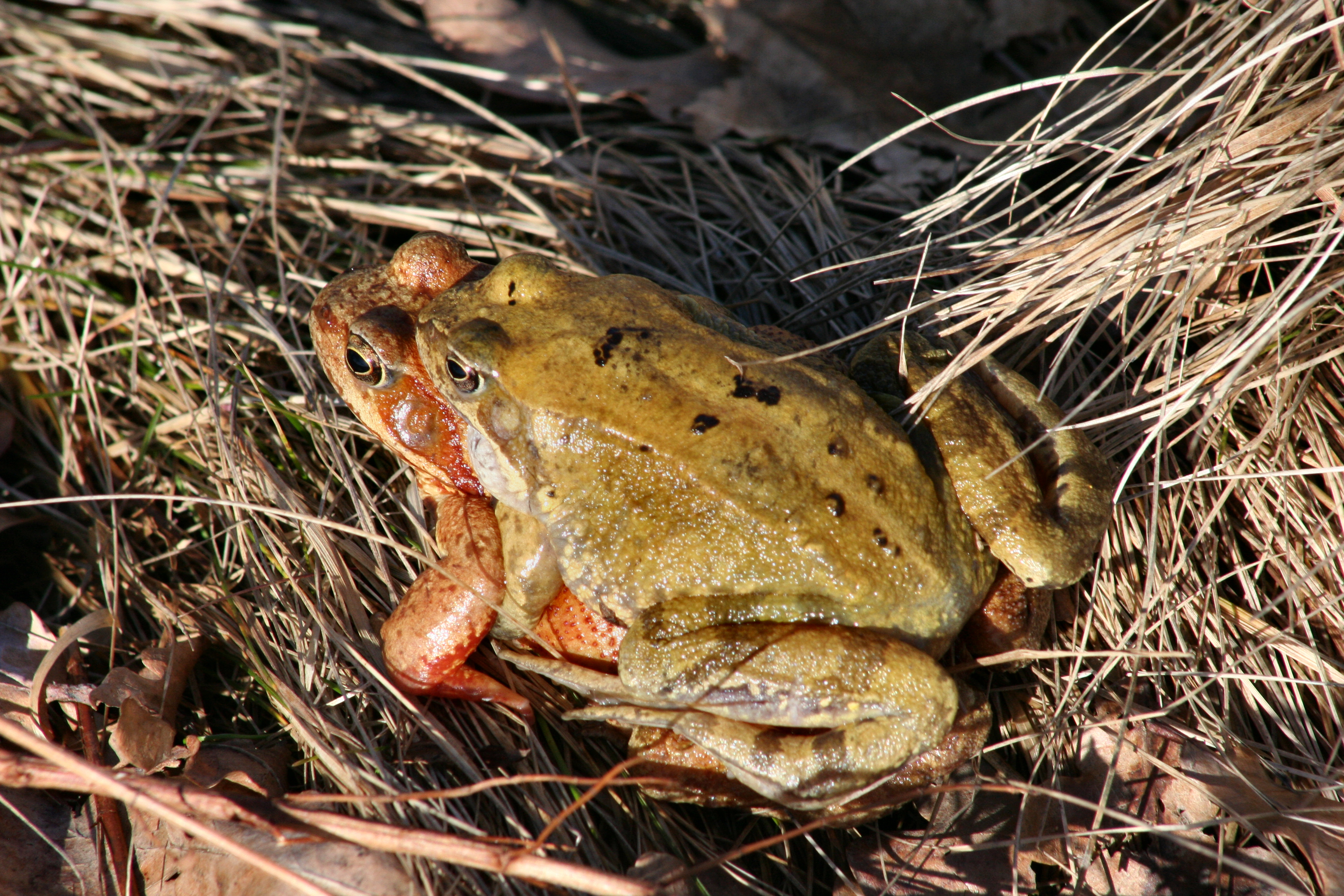
Amplexus
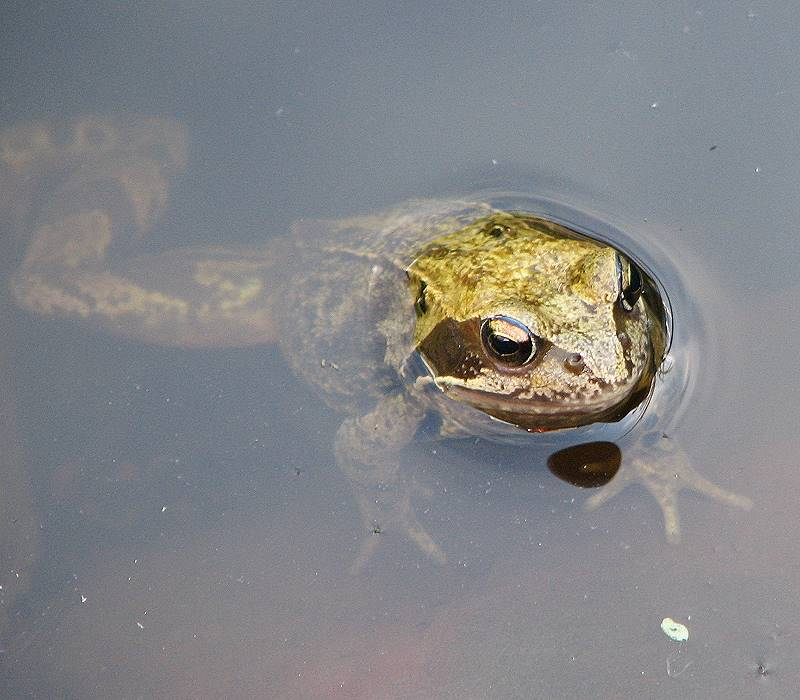
In het water
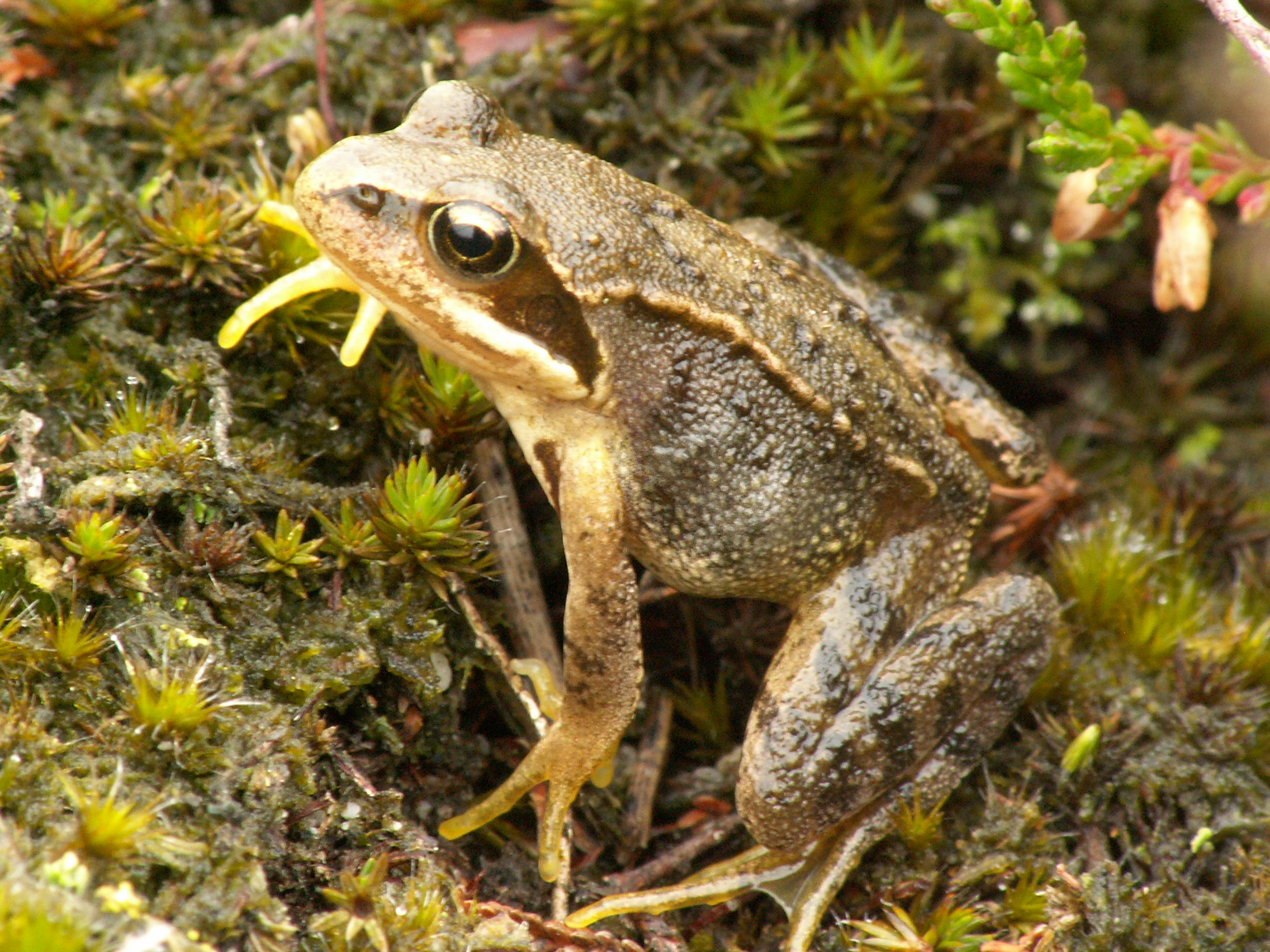
Exemplaar uit de Veluwe
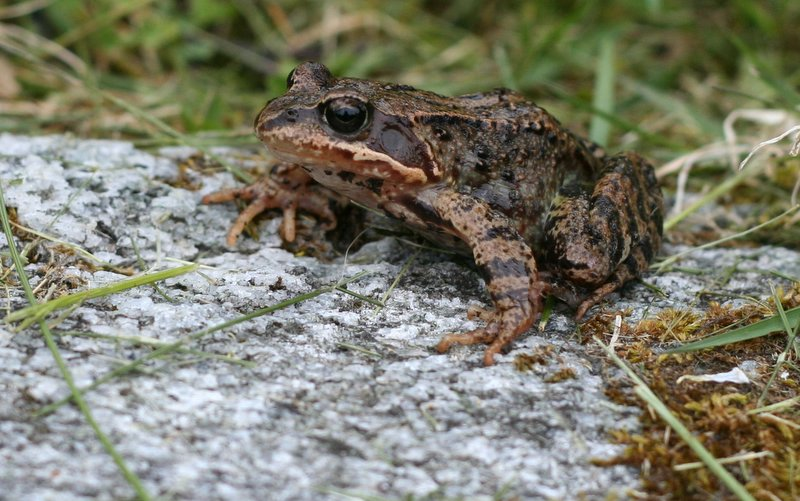
Exemplaar uit Noorwegen
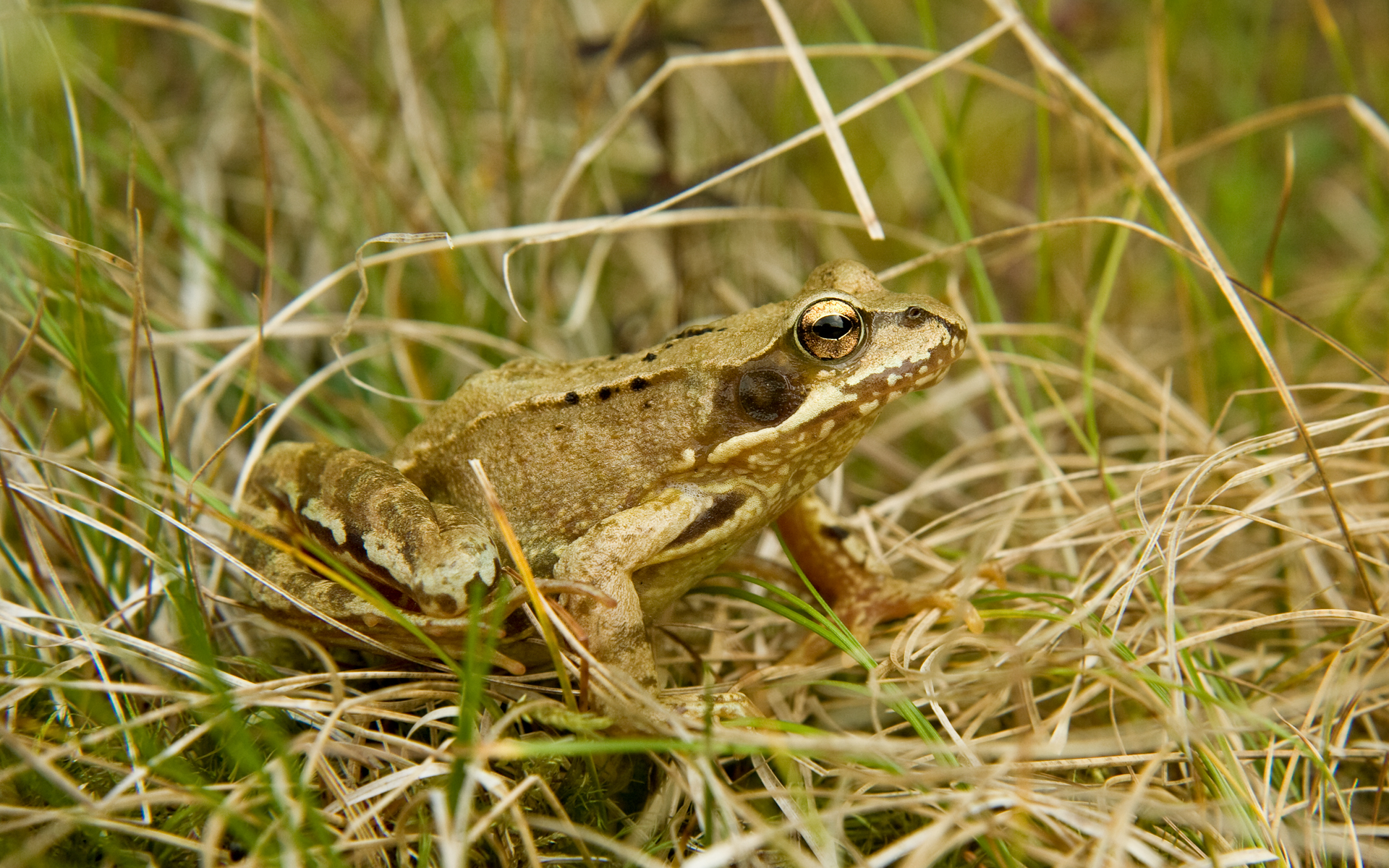
Exemplaar uit Griekenland
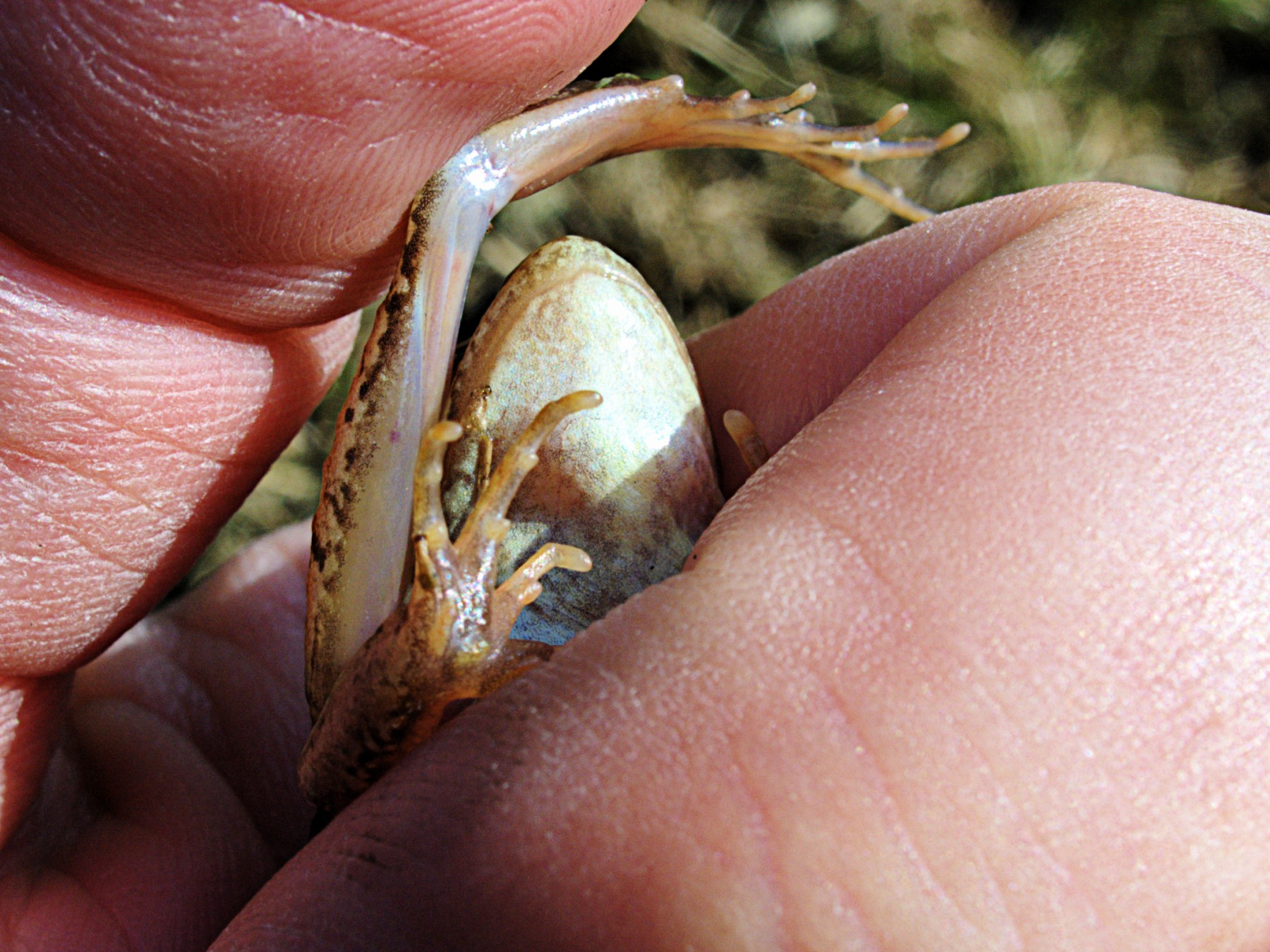
Strekproef
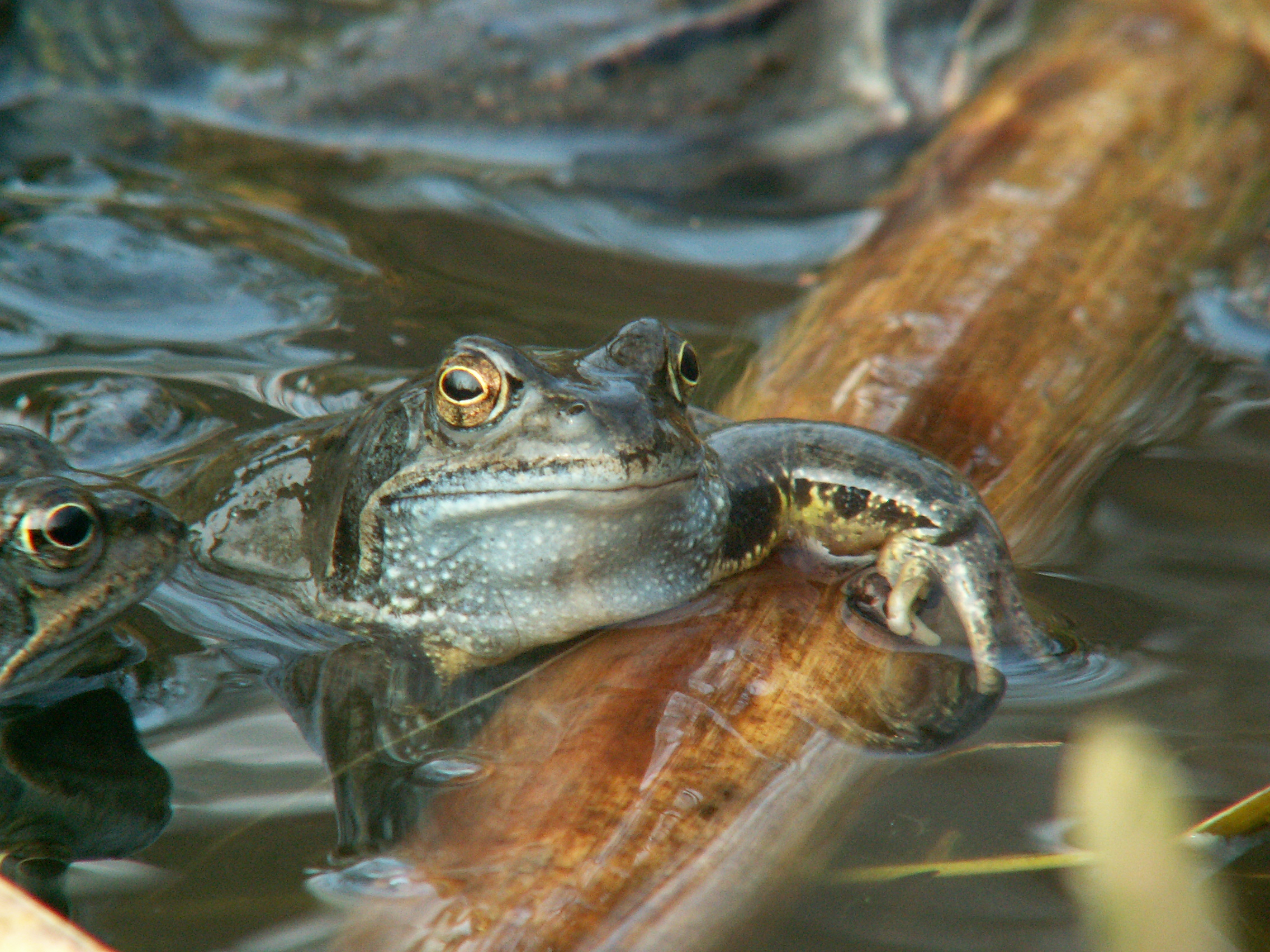
Mannetje met kussentje bij de duim
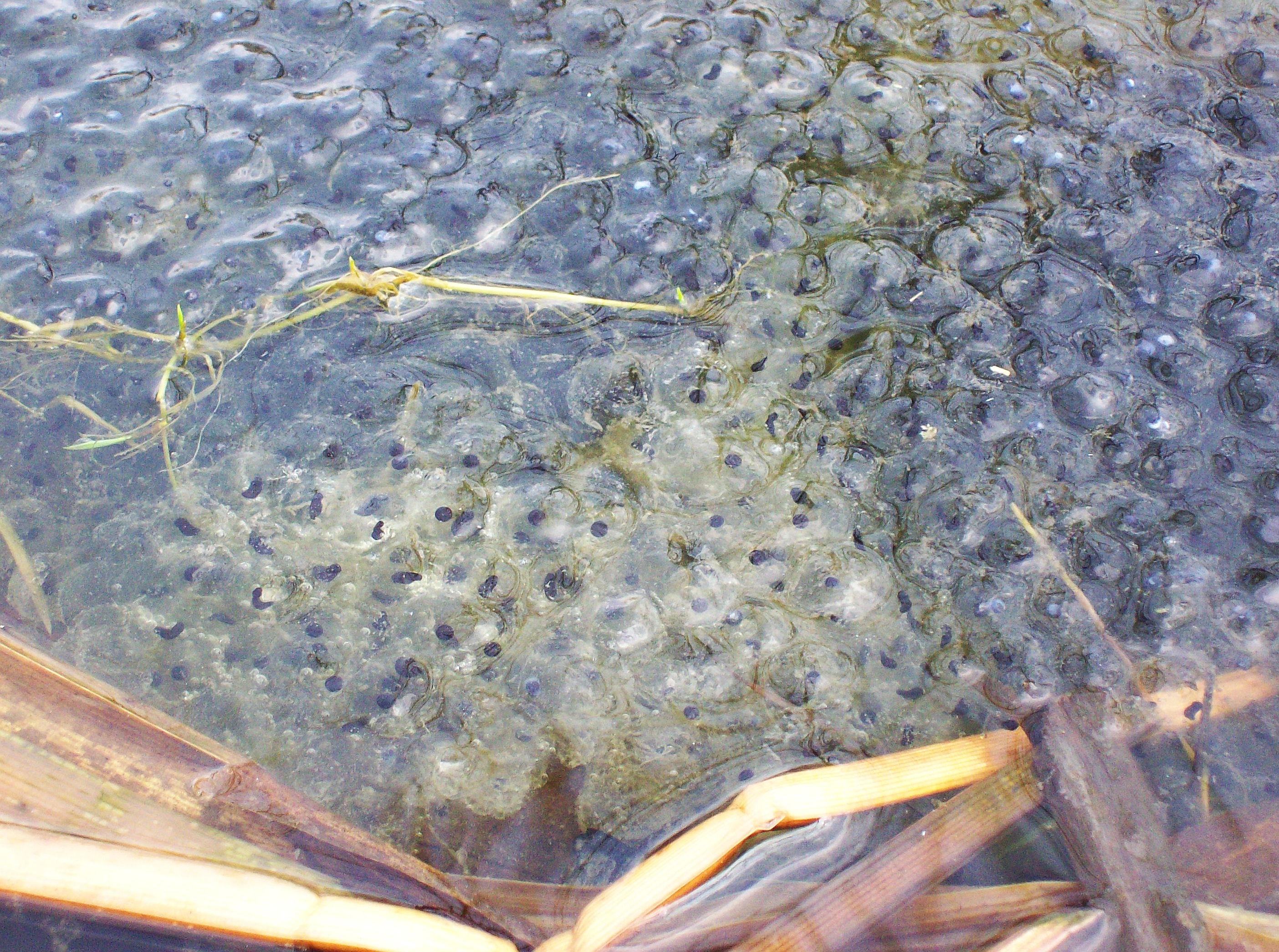
Eieren van de bruine kikker